# Vasileios III.
Vasileios III. (světským jménem: Vasileios Georgiadis; 1846, Üsküdar – 29. září 1929, Istanbul) byl řecký pravoslavný duchovní, biskup a patriarcha konstantinopolský.

## Život
Narodil se roku 1846 v Üsküdaru v Konstantinopoli.
Studoval teologii a literaturu na Athénské univerzitě, kterou dokončil roku 1871. Následující rok se stal učitelem na bohoslovecké škole Chalki, kde osm let vyučoval hebrejštinu, hermeneutiku, Starý a Nový zákon. Zabýval se historickými badatelskými rukopisy a publikoval. Přestože sám učil, byl poslán na další studia do Evropy. Působil v knihovnách v Římě, Berlíně, Lipsku, Londýně a Vídni. Roku 1884 získal na Mnichovské univerzitě titul doktora filosofie.
Roku 1884 se vrátil do Konstantinopole, kde byl jmenován ředitelem bohosloveckého semináře v Galatě. V prosinci stejného roku byl rukopoložen na diákona a jereje. Předtím přijal mnišský postřich se jménem Vasileios.
Roku 1889 byl Svatým synodem zvolen biskupem středního Řecka. Stejného roku proběhla jeho biskupská chirotonie. Roku 1909 byl ustanoven biskupem pelagonským.
Roku 1910 byl ustanoven metropolitou nikajským. V Nikaji zůstal až do výměny obyvatelstva mezi Řeckem a Tureckem (1923).
Po nucené abdikaci patriarchy Konstantina VI., byl 13. července 1925 zvolen novým patriarchou metropolita Vasileios.
Během jeho služby patriarchy uznal dne 30. července 1925 Rumunskou pravoslavnou církev jako patriarchát.
Na rozdíl od svých předchůdců Grigoria VII. a Konstantina VI. nepodporoval renovační schizma v Ruské pravoslavné církvi.
Roku 1928 formalizoval nároky Konstantinopolského patriarchátu nad územím, které není v jurisdikci ostatních místních církví. Tyto nároky však uznal jen alexandrijský patriarchát, který na oplátku získal uznání svých práv nad všemi pravoslavnými komunitami v Africe.
Zemřel 29. září 1929 v Istanbulu.